# Condado de Lemhi
El condado de Lemhi (en inglés: Lemhi County), fundado en 1869, es uno de los 44 condados del estado estadounidense de Idaho. En el año 2000 tenía una población de 7.806 habitantes con una densidad poblacional de 0.66 personas por km². La sede del condado es Salmon.

## Geografía
Según la Oficina del Censo, el condado tiene un área total de 11 835 km² (4569,5 mi²), de la cual 11 821 km² (4564,1 mi²) es tierra y 14 km² (5,4 mi²) (0.12%) es agua.

### Condados adyacentes
- Condado de Idaho - oeste
- Condado de Valley - oeste
- Condado de Custer - sur
- Condado de Butte - sur
- Condado de Clark - este
- Condado de Beaverhead - norte, noreste
- Condado de Ravalli - norte

## Demografía
En el 2000 la renta per cápita promedia del condado era de $30,185, y el ingreso promedio para una familia era de $35,261. En 2000 los hombres tenían un ingreso per cápita de $30,558 versus $18,289 para las mujeres. El ingreso per cápita para el condado era de $16,037. Alrededor del 15.30% de la población estaba bajo el umbral de pobreza nacional.

## Comunidades

### Ciudades
- Leadore
- Salmon

### Comunidades no incorporadas
- Carmen
- Cobalt
- Gibbonsville
- Lemhi
- May
- North Fork
- Patterson
- Shoup
- Tendoy